# Comuna Mîlcea, Dubno
Mîlcea (în ucraineană Мильча) este o comună în raionul Dubno, regiunea Rivne, Ucraina, formată din satele Mîlcea (reședința) și Pîreatîn.

## Demografie
Componența lingvistică a comunei Mîlcea
     Ucraineană (99,36%)
     Alte limbi (0,64%)
Conform recensământului din 2001, majoritatea populației comunei Mîlcea era vorbitoare de ucraineană (99,36%), existând în minoritate și vorbitori de alte limbi.